# IJMAȘ

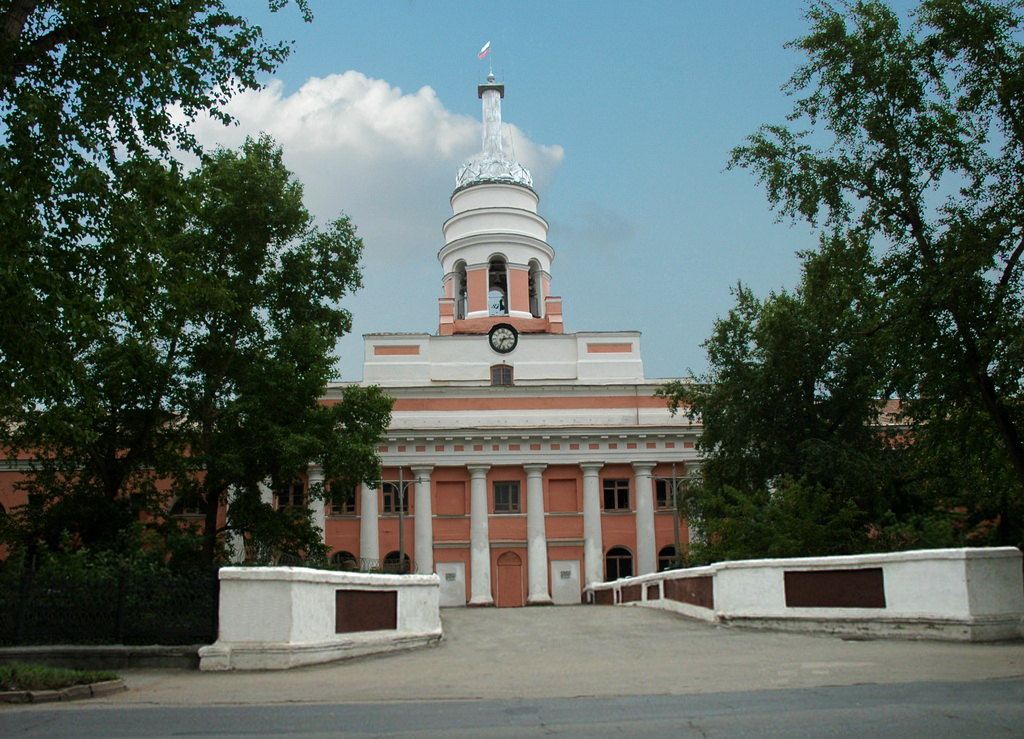
Intrarea în fabrică

IJMAȘ (rusă ИЖМАШ, Ижевский Mашиностроительный Завод) este o fabrică de armament din Ijevsk, Rusia, fondată în anul 1807 prin decretul Țarului Alexandru I, în prezent fiind una dintre cele mai mari corporații din domeniu.
Aceasta produce celebra serie de puști Kalașnikov AK-47, dar și tunuri de calibru mediu, rachete și alte tipuri de armament. IJMAȘ produce de asemenea motociclete și automobile cu scop civil.

## Arme
Puști, carabine și pistoale mitralieră
- Puști de asalt AK-47, AKM, AK-74, AN-94, AK-101, AK-103, AK-107, AK-12
- Puști semiautomate Saiga-12, Saiga-20, Saiga-410
- Pușca semiautomată SKS
- Pușcă de precizie pentru lunetiști SV-98
- Pușcă de precizie pentru lunetiști Dragunov SVD
- Pistol-mitralieră PP-19 Bizon
- Pistol-mitralieră PP-91 Kedr
- Pușcă de precizie pentru lunetiști Mosin-Nagant
- Puști semiautomate Tokarev SVT-40
- Pistol semiautomat Makarov PM
- Pistol semiautomat MP-446 Viking

Tunuri și muniție
- Tun automat GSh-301
- Tun GSh-6-23
- Tun Nudelman-Suranov NS-37
- Proiectil ghidat Krasnopol

Alte produse
- Strunguri de precizie IT-42
- Contoare de gaz
- Produse de metal

## Autoturisme

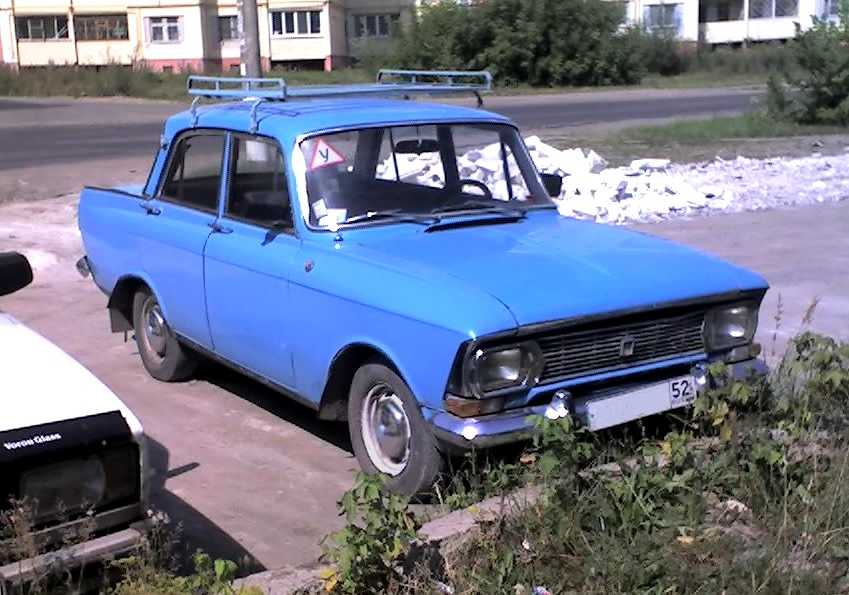
Moskvici M-412

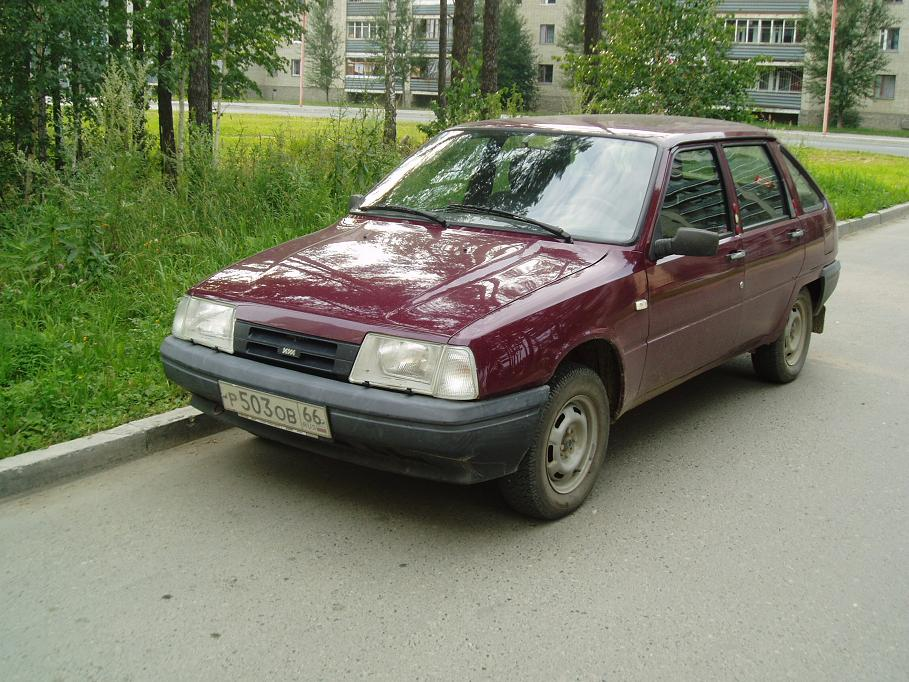
Autoturism IZh-2126 Oda

- Autoturisme Moskvici 408
- Autoturisme Moskvici 412
- Autoturisme IZh-2126 Oda